# Metalimnobia quadrinotata
Metalimnobia quadrinotata är en tvåvingeart som först beskrevs av Johann Wilhelm Meigen 1818.  Metalimnobia quadrinotata ingår i släktet Metalimnobia och familjen småharkrankar. Arten är reproducerande i Sverige. Inga underarter finns listade i Catalogue of Life.

## Bildgalleri

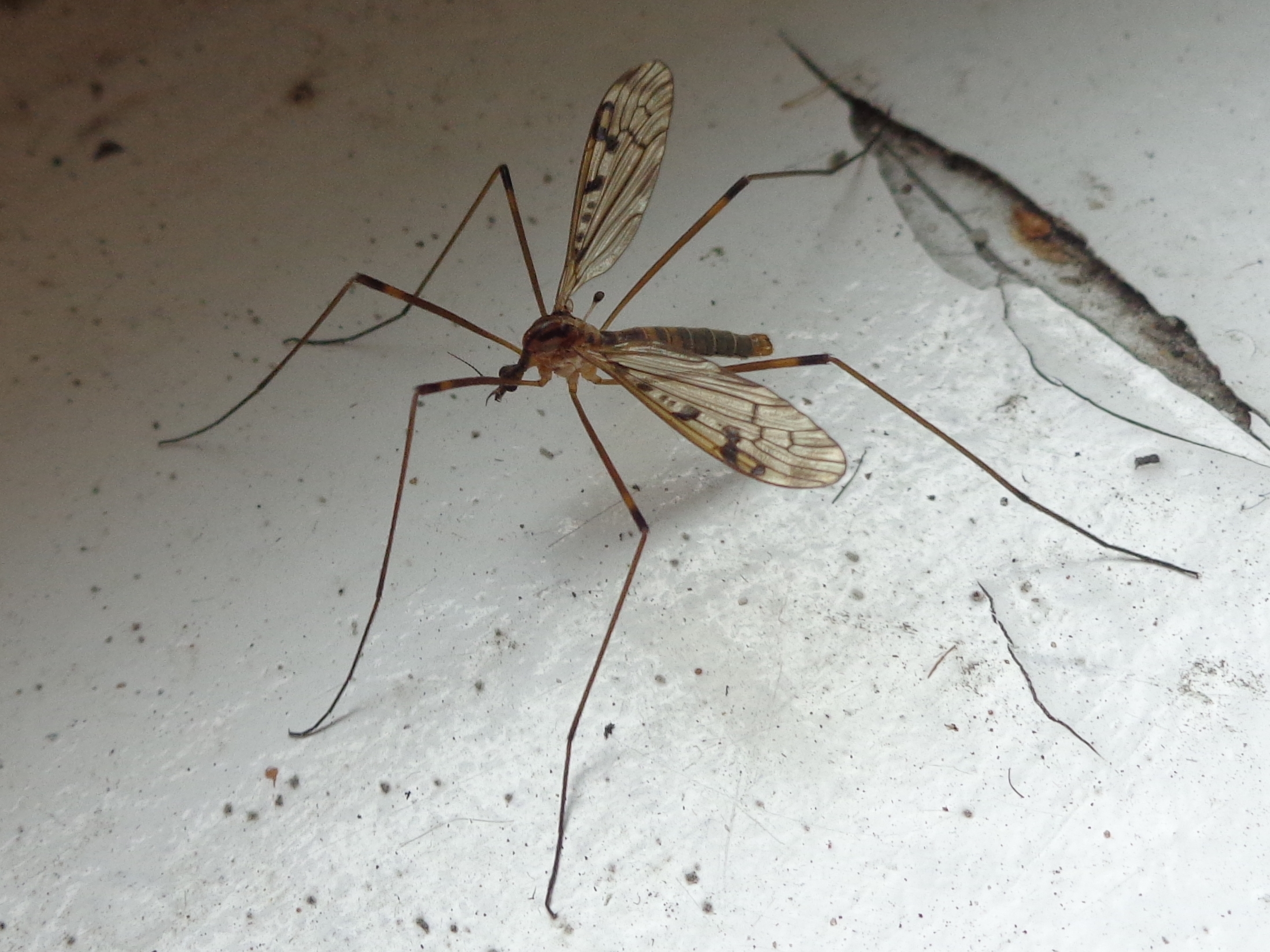